# Recifele Brînzeni
Recifele Brînzeni reprezintă un monument al naturii de tip geologic sau paleontologic în raionul Edineț, Republica Moldova. Sunt amplasate în preajma satului Brînzeni. Au o suprafață de 44 ha conform Legii ariilor protejate sau 31,97 ha conform unor măsurări mai recente. Obiectul este administrat de Primăria satului Brînzeni.

## Descriere
Recifurile fac parte din lanțul de formațiuni calcaroase „Toltrele Prutului”, amplasate de-a lungul Prutului de Mijloc. Împreună cu defileul Buzdugeni și rezervația peisagistică „La Castel”, alcătuiesc Complexul recifal Gordinești–Buzdugeni–Brînzeni din valea râului Racovăț. Sunt constituite din resturi ale diferitor organisme marine: alge-litotamnii, coralieri, foraminifere, briozoare, moluște, crabi ș.a., care viețuiau 20-10 milioane de ani în urmă în apele calde ale mărilor Badeniană și Sarmațiană.
În preajma satului Brînzeni sunt localizate mai multe recifuri, dar sub protecție sunt luate următoarele:
- 1 recif în zona de vest a satului
- 4 recife în partea de est (zona Râmbu)
- un complex în partea de sud-vest

Reciful mare din zona de vest, cu înălțimea de 165 m, se află într-o zonă pitorească de pe malul drept al Racovățului, numită „La moara de apă”. Versanții săi au câteva grote, despre care deocamdată nu se cunosc multe informații din punct de vedere arheologic.
Printre cele 4 recife din așa-numita zona Râmbu, cel mai reprezentativ este cel de la marginea satului, de formă ovală (oncoid).
Recifele de la sud-estul satului, din „zona Mersîna”, constituie un complex natural în care se evidențiază doi recifi oncoizi mari. Unul este situat la confluența râurilor Racovăț și Draghiște și are înălțimea de aprox. 135 m, iar al doilea, de 167 m înălțime, este amplasat pe malul stâng al Racovățului. În pereții celui de-al doilea sunt amplasate grotele Brînzeni, aflate sub ocrotirea statului.

## Statut de protecție
Obiectivul a fost luat sub protecția statului prin Hotărîrea Sovietului de Miniștri al RSSM din 13 martie 1962 nr. 111, iar statutul de protecție a fost reconfirmat prin Legea nr. 1538 din 25 februarie 1998 privind fondul ariilor naturale protejate de stat. Deținătorul funciar al monumentului natural este Primăria satului Brînzeni.
Recifele au o valoare științifică ridicată, fiind reprezentative pentru zona Toltrelor. Prezintă interes instructiv, cognitiv și ecoturistic.
Conform situației din anul 2016, aria naturală nu are un panou informativ și nici borne de delimitare a zonei protejate. Accesul pentru turiști și amatori este deschis, dar nu este organizat.

## Galerie de imagini

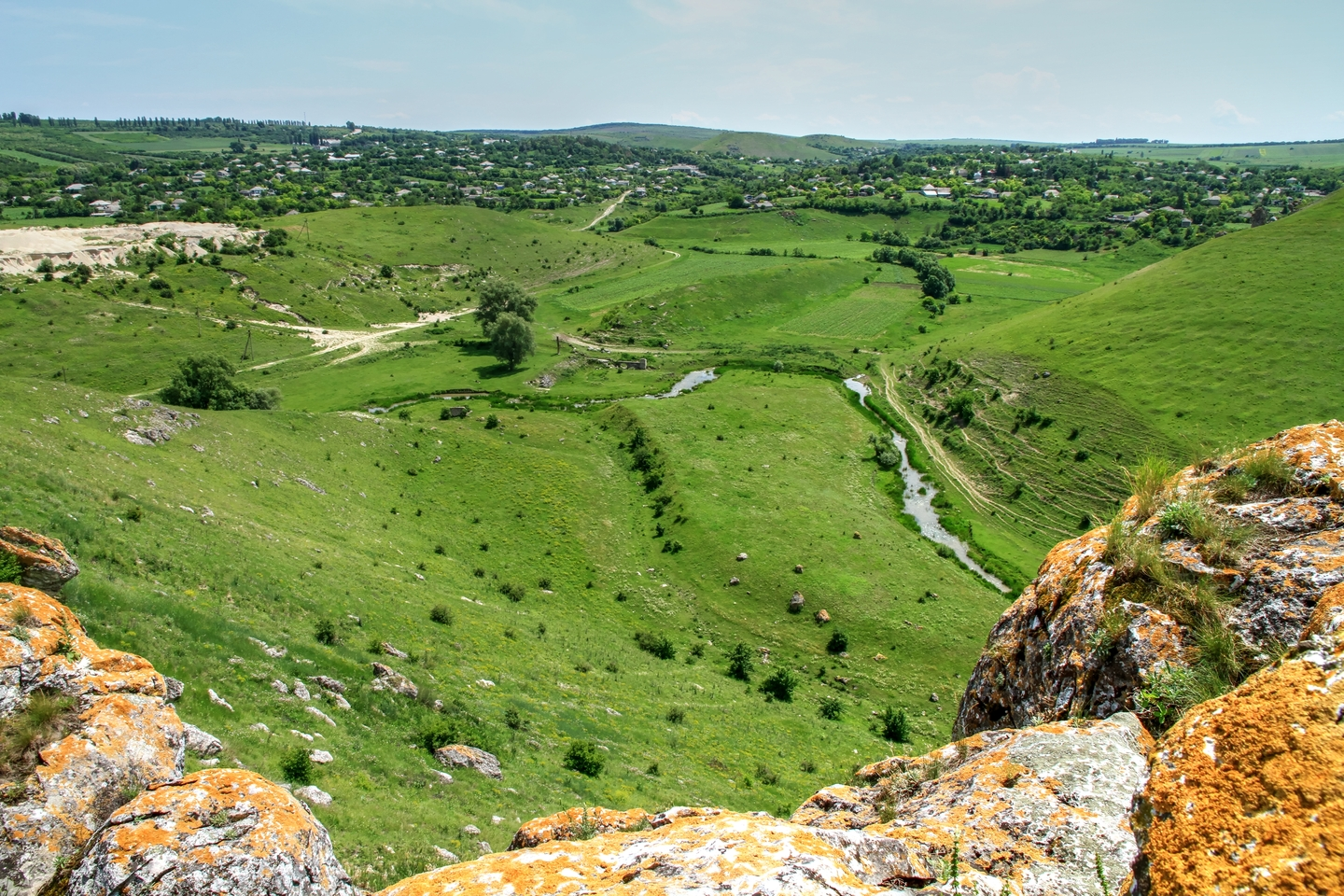
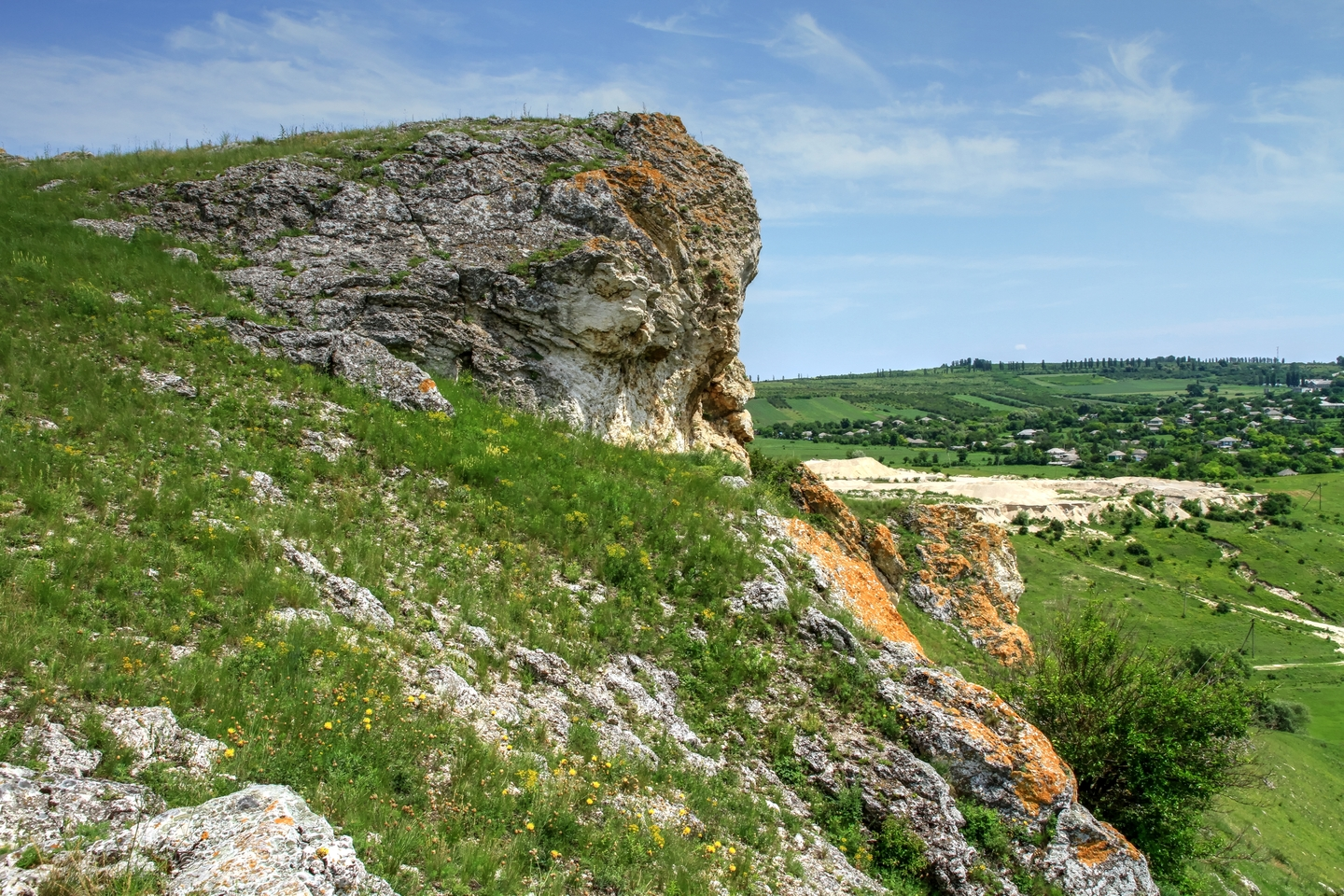
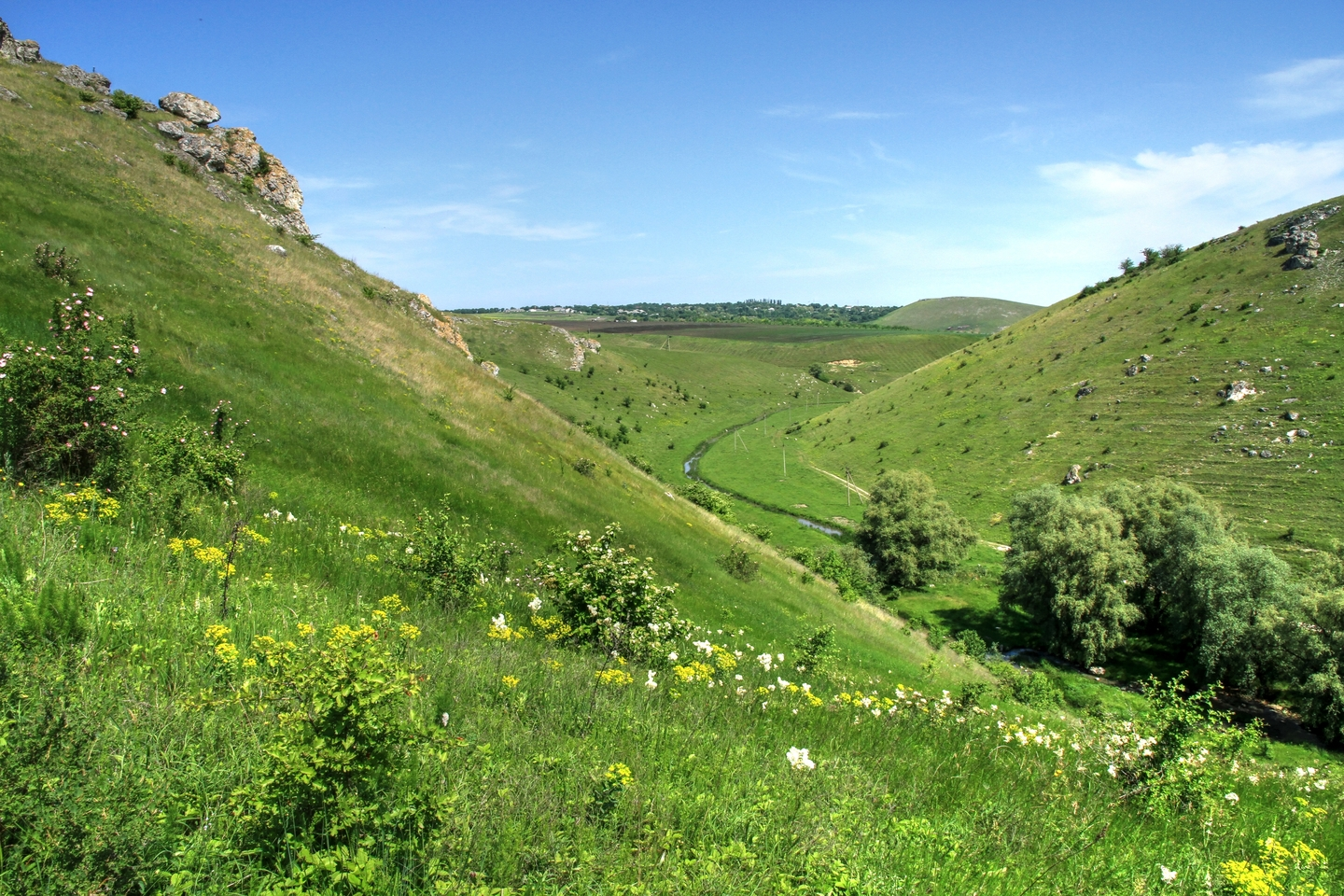
Defileul
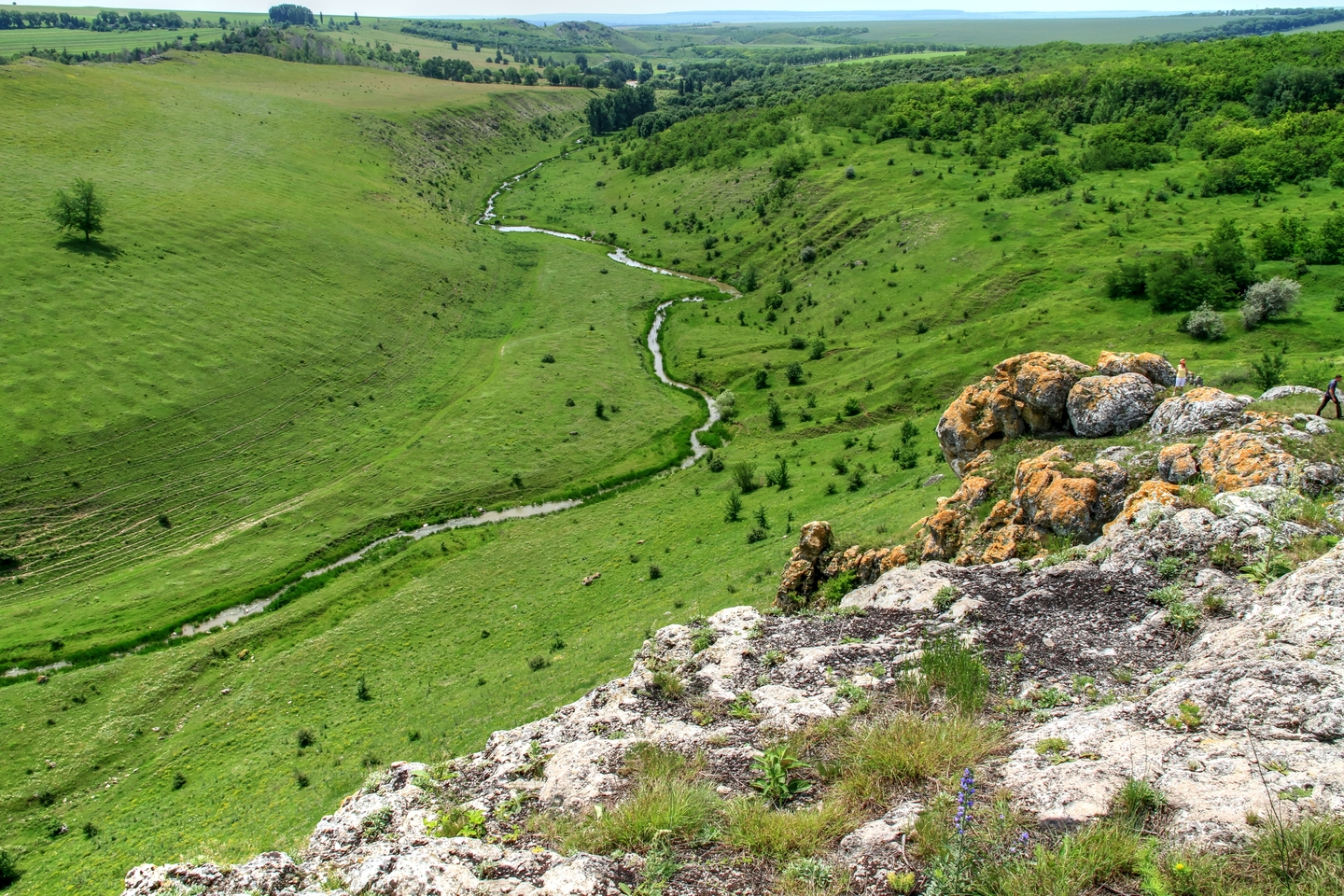
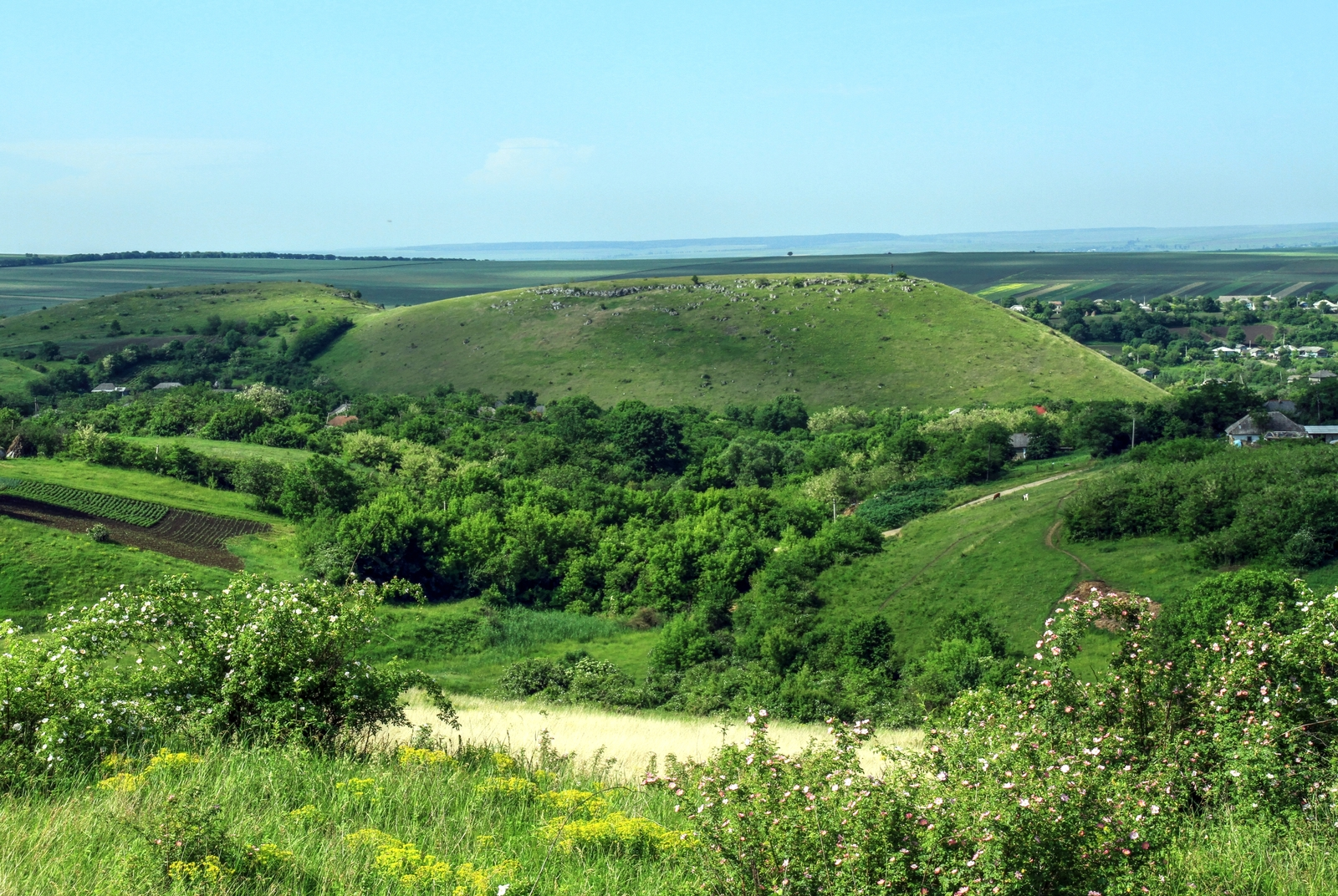
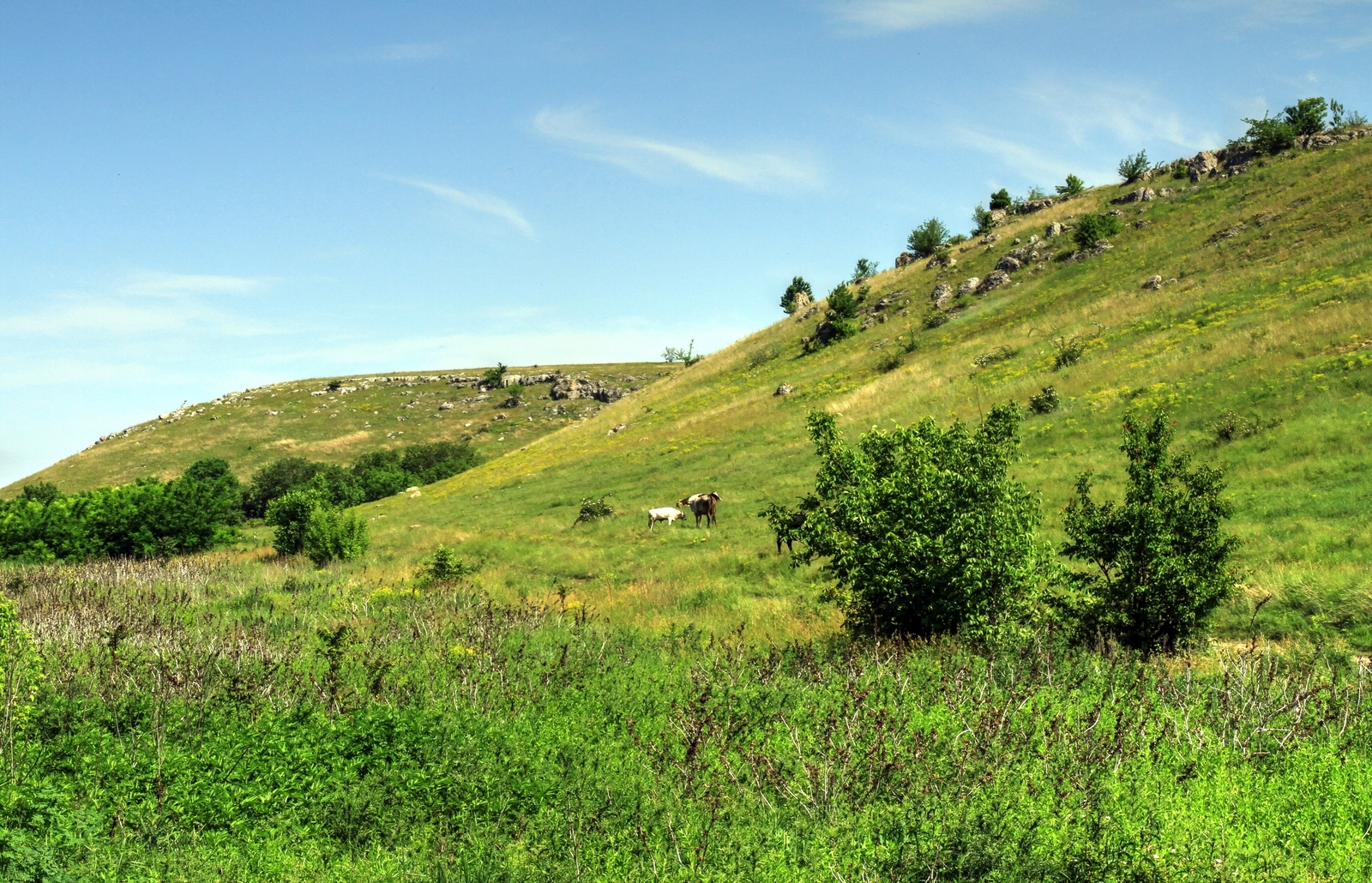
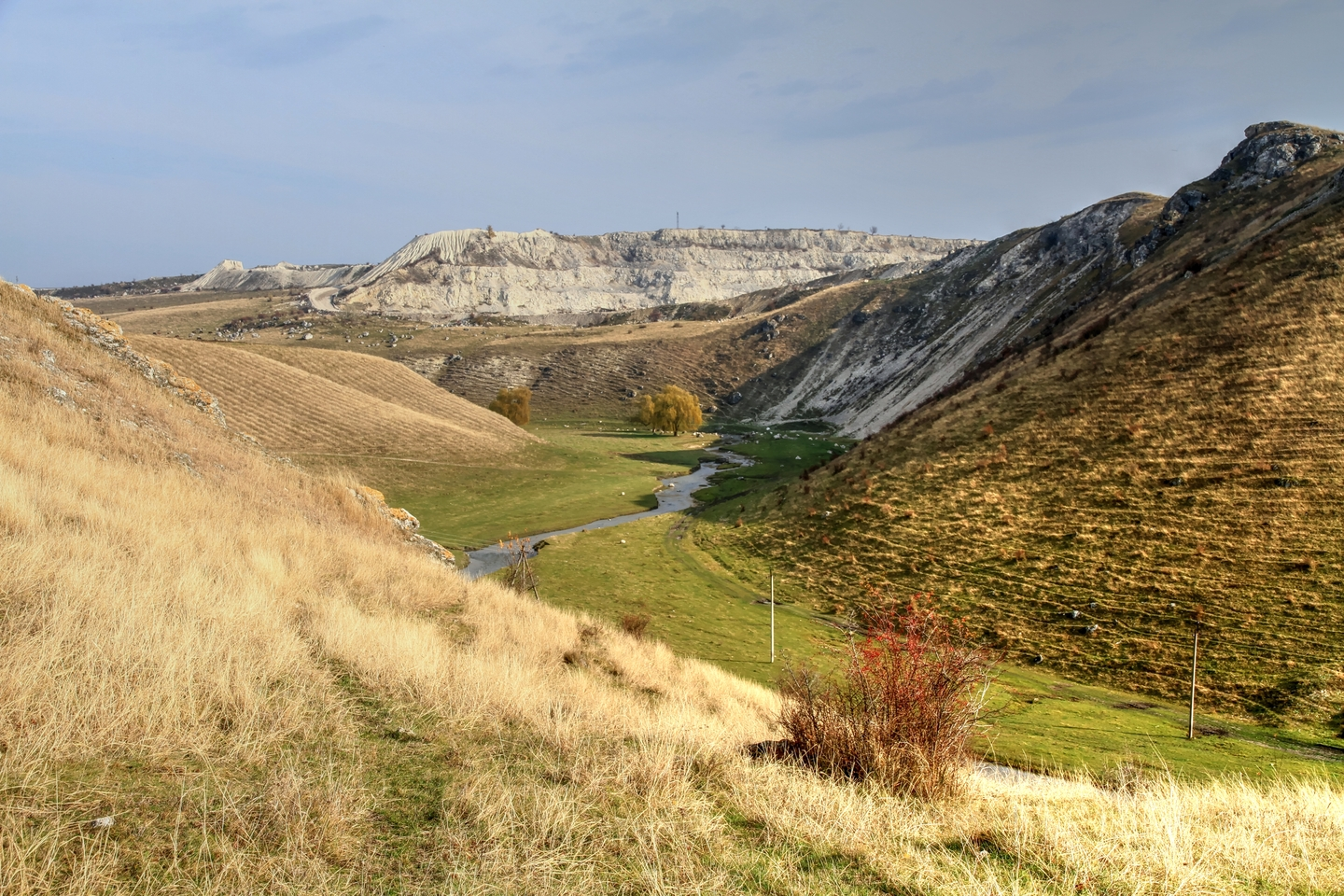
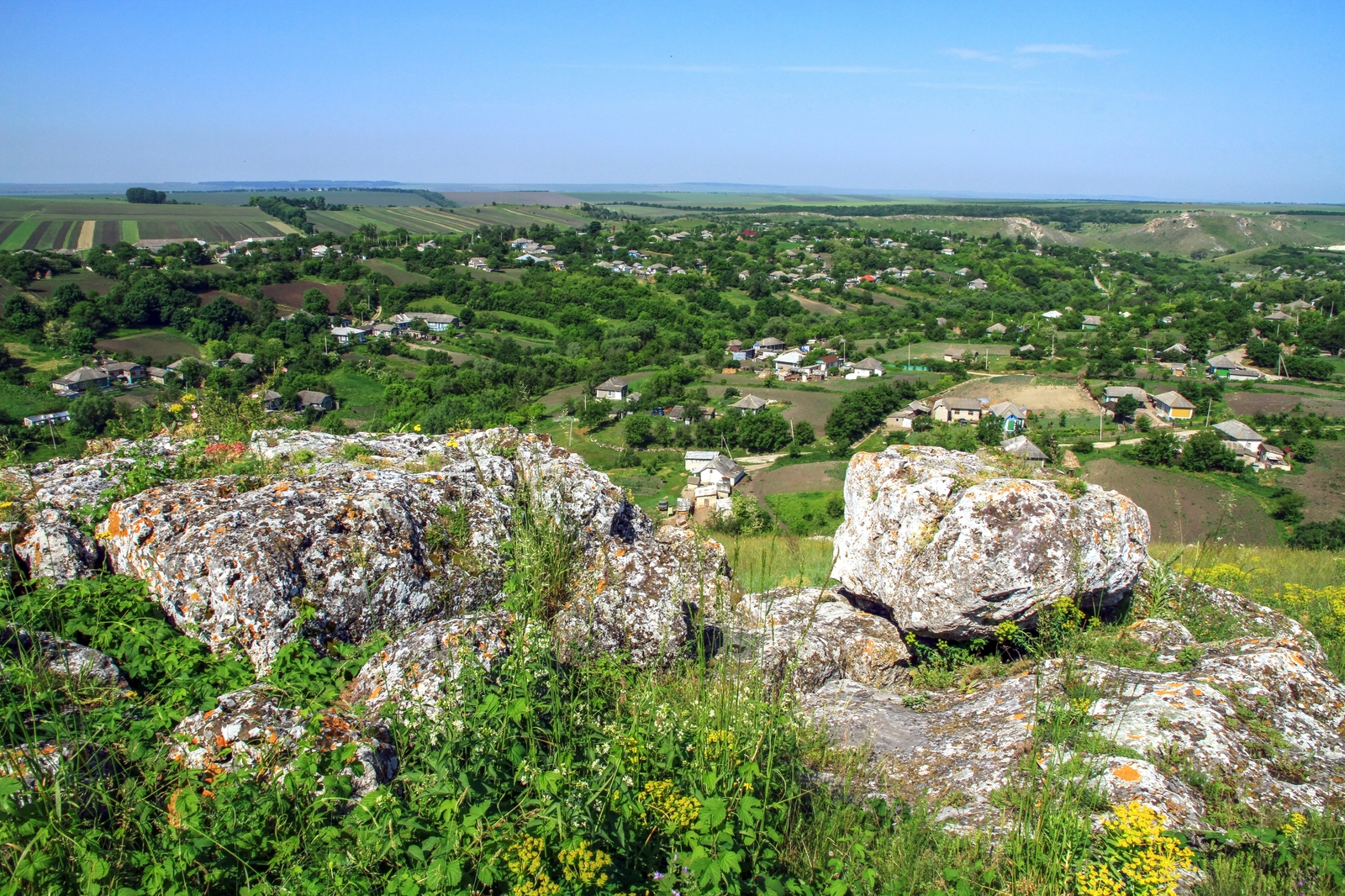